# La Madelaine-sous-Montreuil
La Madelaine-sous-Montreuil är en kommun i departementet Pas-de-Calais i regionen Hauts-de-France i norra Frankrike. Kommunen ligger i kantonen Montreuil som tillhör arrondissementet Montreuil. År 2022 hade La Madelaine-sous-Montreuil 148 invånare.

## Befolkningsutveckling
Antalet invånare i kommunen La Madelaine-sous-Montreuil
| Referens: INSEE |